# تلباس (يريم)

تعديل مصدري - تعديل

تلباس هي إحدى قرى عزلة خودان بمديرية يريم التابعة لمحافظة إب، بلغ تعداد سكانها 390 نسمة حسب تعداد اليمن لعام 2004.